# Рейс 6780 Loganair
Рейс 6780 Loganair — авіаційна аварія, що сталася 15 грудня 2014 року. Пасажирський літак Saab 2000 шотландської авіакомпанії Loganair виконував внутрішній рейс 6780 за сполученням Абердин — Самборо, але під час прольоту над Північним морем в літак влучила блискавка та обидва пілоти на декілька секунд загубили зір, а літак почав пікірувати. Літак здійснив благополучну посадку в аеропорт Самборо і ніхто з 33 осіб (30 пасажирів і 3 членів екіпажу), що знаходилися на борту не загинув і не постраждав.